# Anadoluhisarı
Anadoluhisarı (tr.: "castello anatolico"), storicamente noto come Güzelce Hisar ("il castello bello") è una fortezza medievale situata a Istanbul, in Turchia, sul lato anatolico (asiatico) del Bosforo. Il complesso è la più antica struttura architettonica turca sopravvissuta costruita a Istanbul e dà il nome al quartiere che lo circonda nel distretto di Beykoz della città.

## Storia
Anadoluhisarı fu costruita tra il 1393 e il 1394 su commissione del sultano ottomano Bayezid I, come parte dei suoi preparativi per un assedio dell'allora città bizantina di Costantinopoli, il cui blocco navale ebbe luogo nel 1395 sotto gli ordini di Bayezid. Costruita su un'area di 7.000 m2, la fortezza è situata nel punto più stretto del Bosforo, dove lo stretto è largo solo 660 metri. Il sito è delimitato dal torrente Göksu (greco antico: Aretòs) a sud, ed era in precedenza sede delle rovine di un tempio romano dedicato a Urano. Costruita principalmente come fortezza di avvistamento, la cittadella ha una torre principale quadrata alta 25 metri all'interno delle mura che delimitano un pentagono irregolare, con cinque torri di avvistamento agli angoli.
Dopo che la campagna di Bayezid fu interrotta per la prima volta dalla battaglia di Nicopoli, e poi dalla Battaglia di Ancyra, il sultanato ottomano visse un periodo di tumulti lungo 11 anni, che si concluse con l'ascesa al trono di Mehmet I. Suo nipote, il Sultano Mehmed II, rinforzò la fortezza con una parete spessa due metri e tre torri di guardia aggiuntive erigendo ulteriori ampliamenti, tra cui un magazzino e alloggi. Come parte dei suoi piani per lanciare una rinnovata campagna militare per conquistare Costantinopoli, Mehmed II costruì ulteriormente una struttura gemella ad Anadoluhisarı attraverso il Bosforo, chiamata Rumelihisarı, e le due fortezze lavorarono in coppia nel 1453 per limitare tutto il traffico marittimo lungo il Bosforo, aiutando così gli ottomani a raggiungere il loro obiettivo di rendere la città di Costantinopoli (in seguito ribattezzata Istanbul) la loro nuova capitale imperiale.
Dopo la conquista ottomana della città, Anadoluhisarı servì da dogana e prigione militare e, dopo diversi secoli, cadde in rovina. Dopo la caduta degli ottomani e l'istituzione della Repubblica di Turchia nel 1923, il ministero della Cultura turco di recente creazione si pose l'obiettivo di restaurare il sito, cosa che avvenne nel 1991-1993. Oggi Anadoluhisarı conferisce un aspetto pittoresco a questo angolo del Bosforo, essendo posta a fianco di numerose case in legno che caratterizzano il quartiere, ed è classificata come museo, anche se non è aperta al pubblico.

## Galleria d'immagini

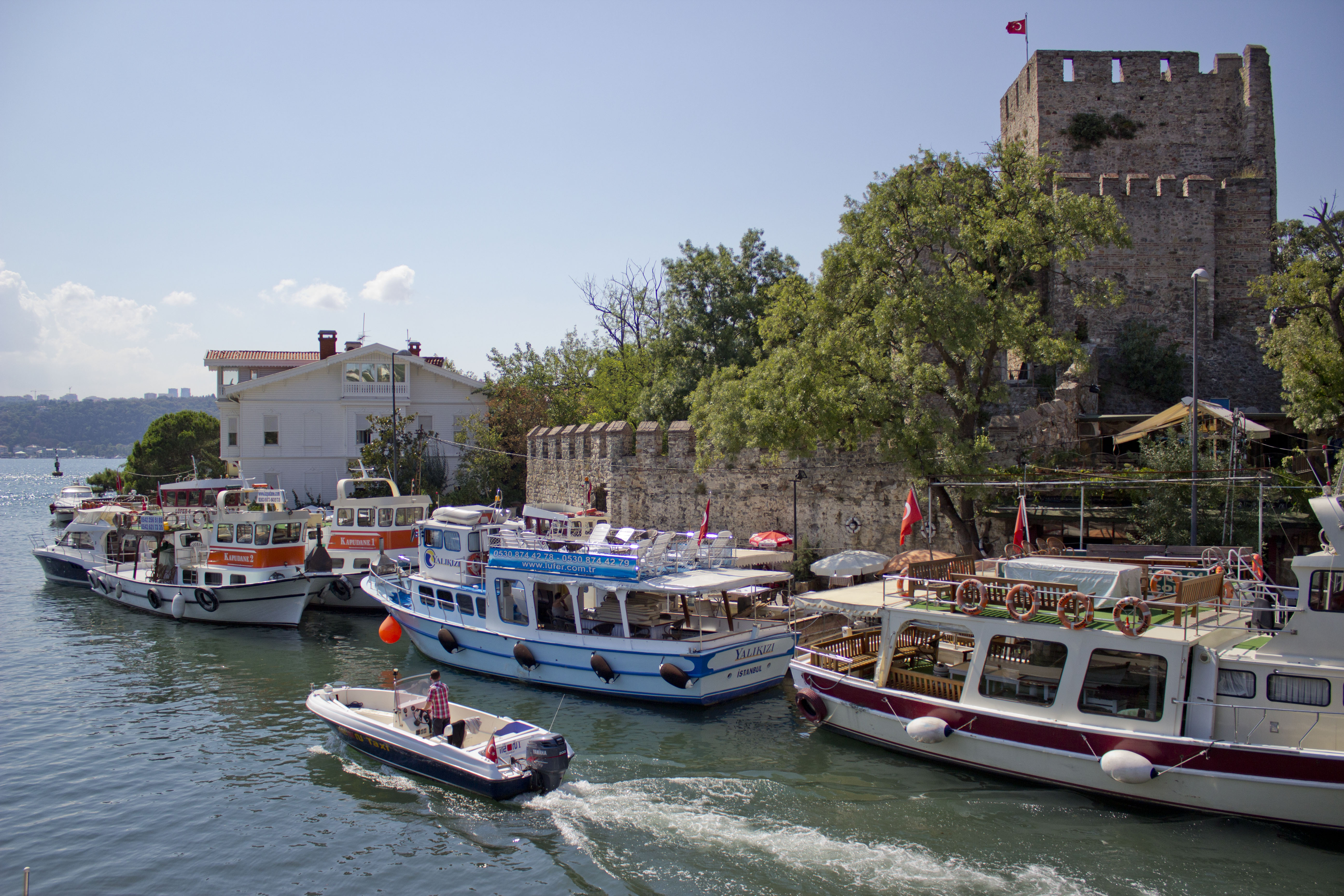
Anadoluhisarı vista dal lungomare.
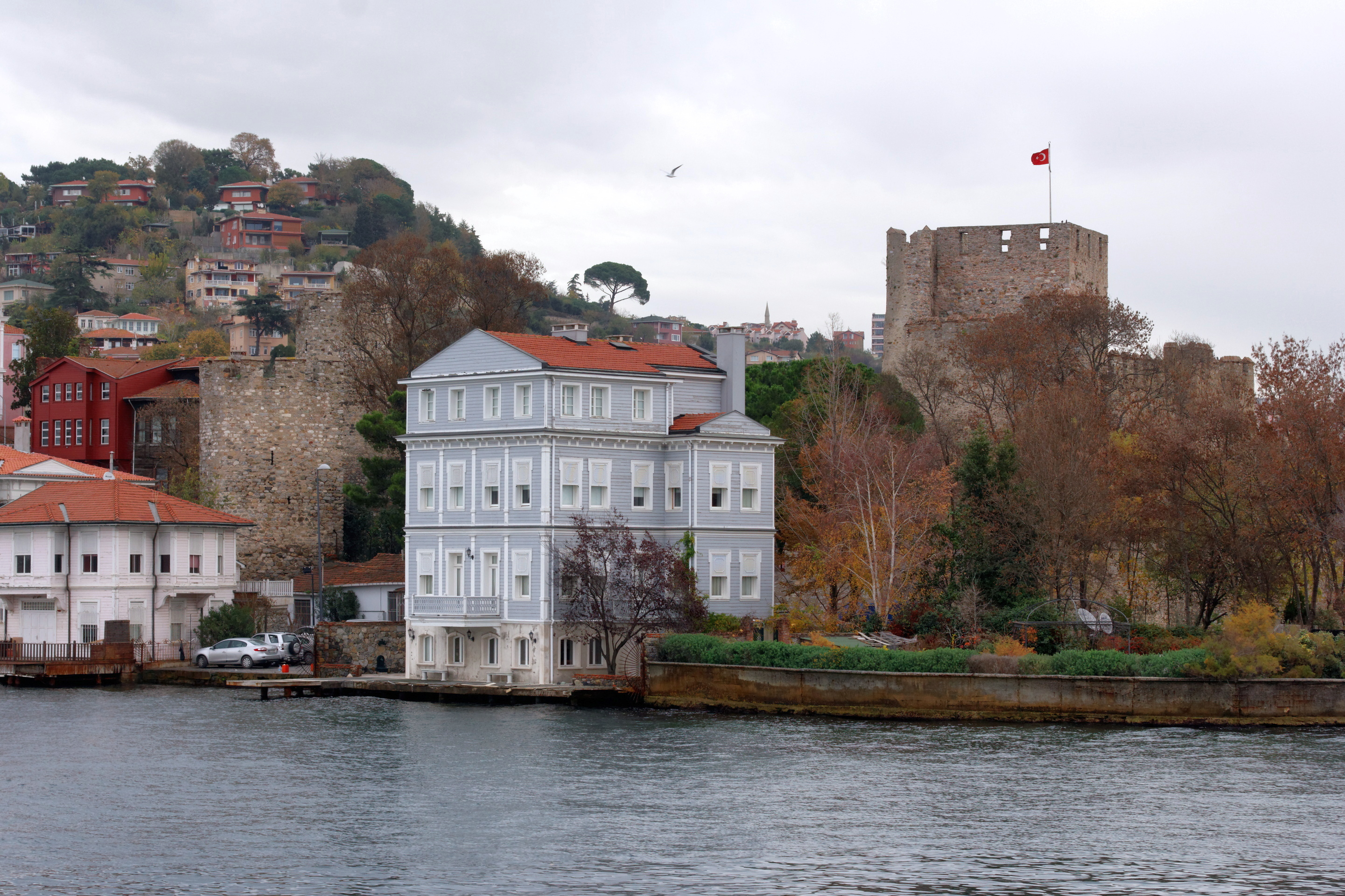
Anadoluhisarı fra le tradizionali case istanbuliote sull'acqua conosciute come yalı.
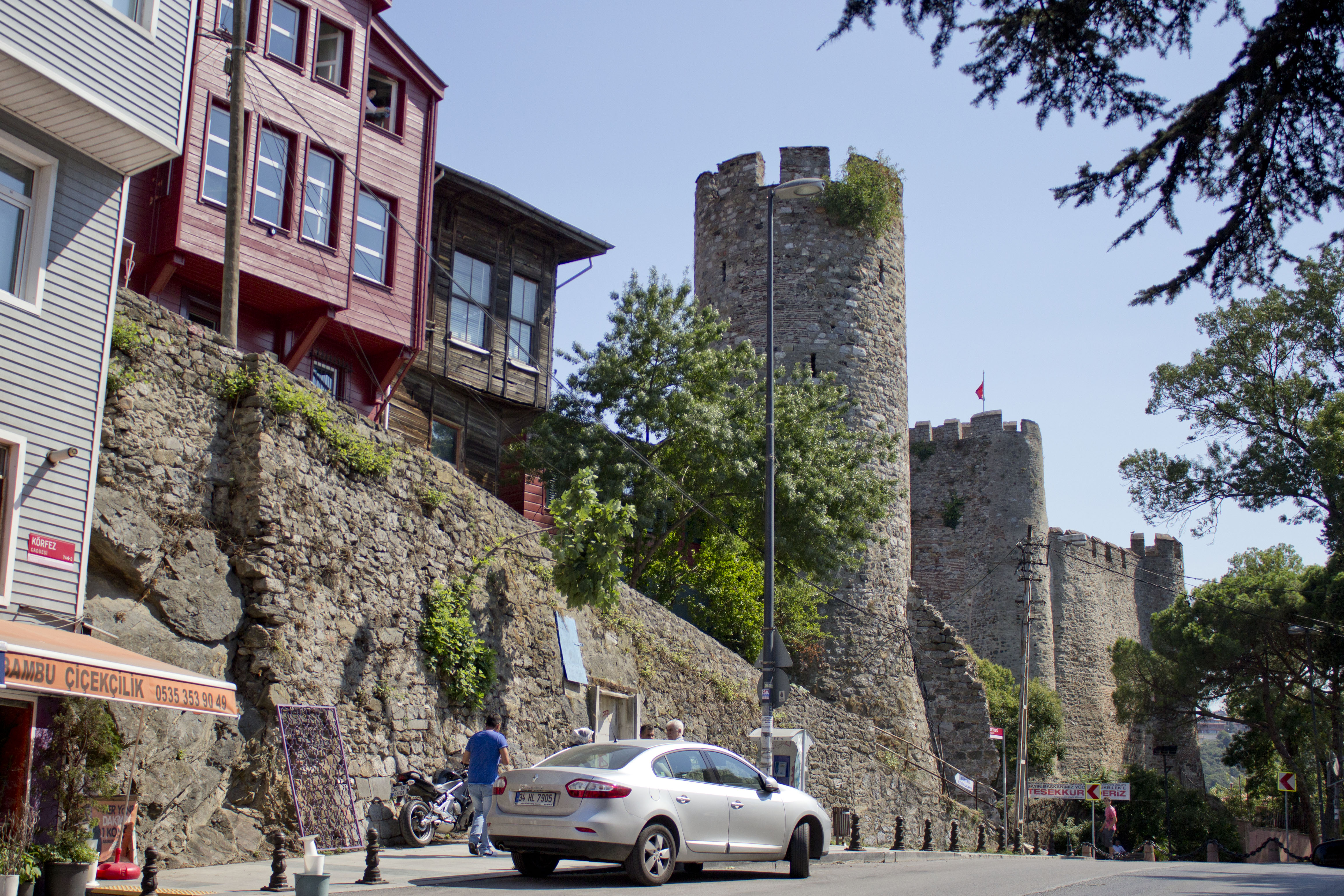
Vista della fortezza da una strada locale del quartiere omonimo.
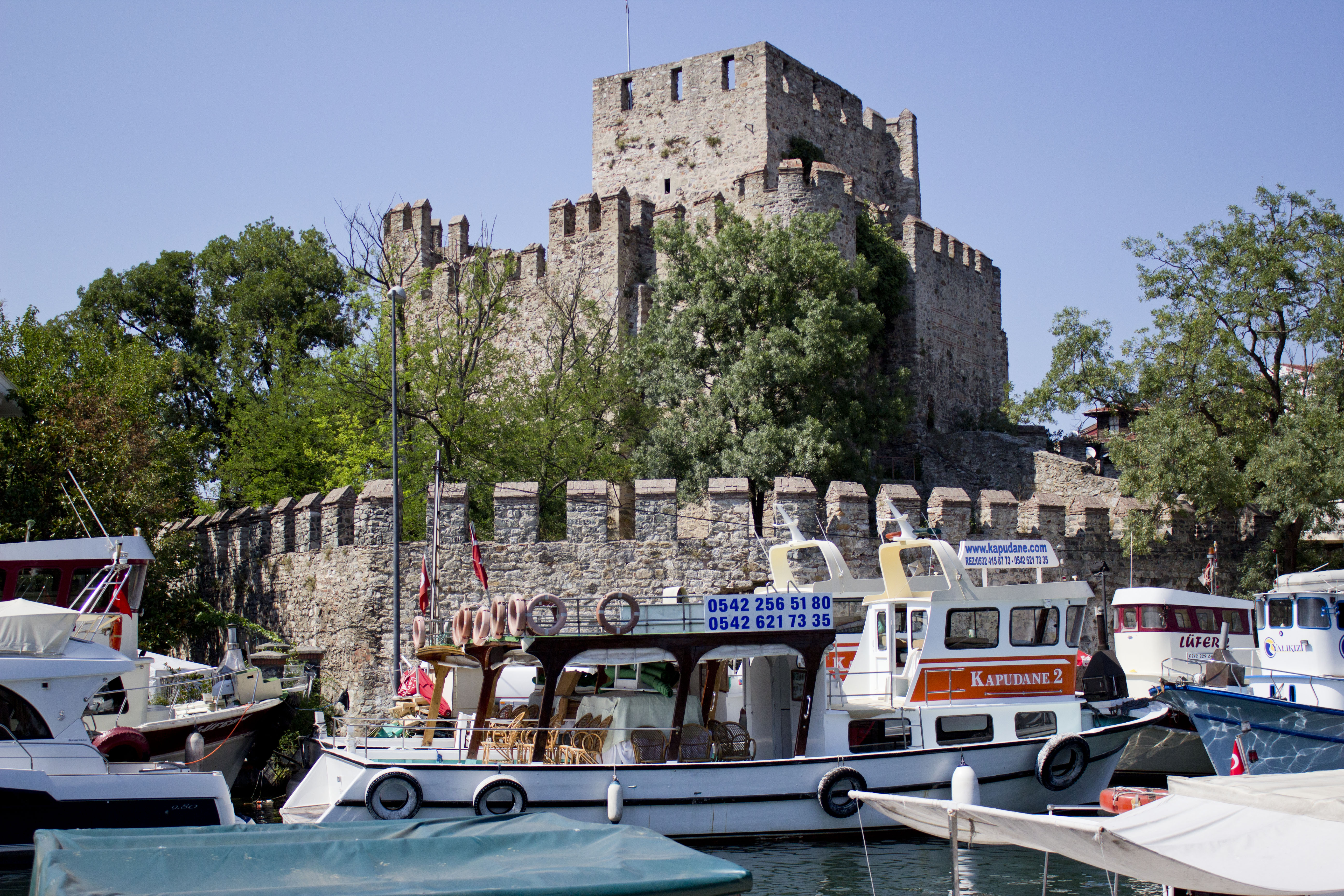
Vista della fortezza dal lungomare locale.
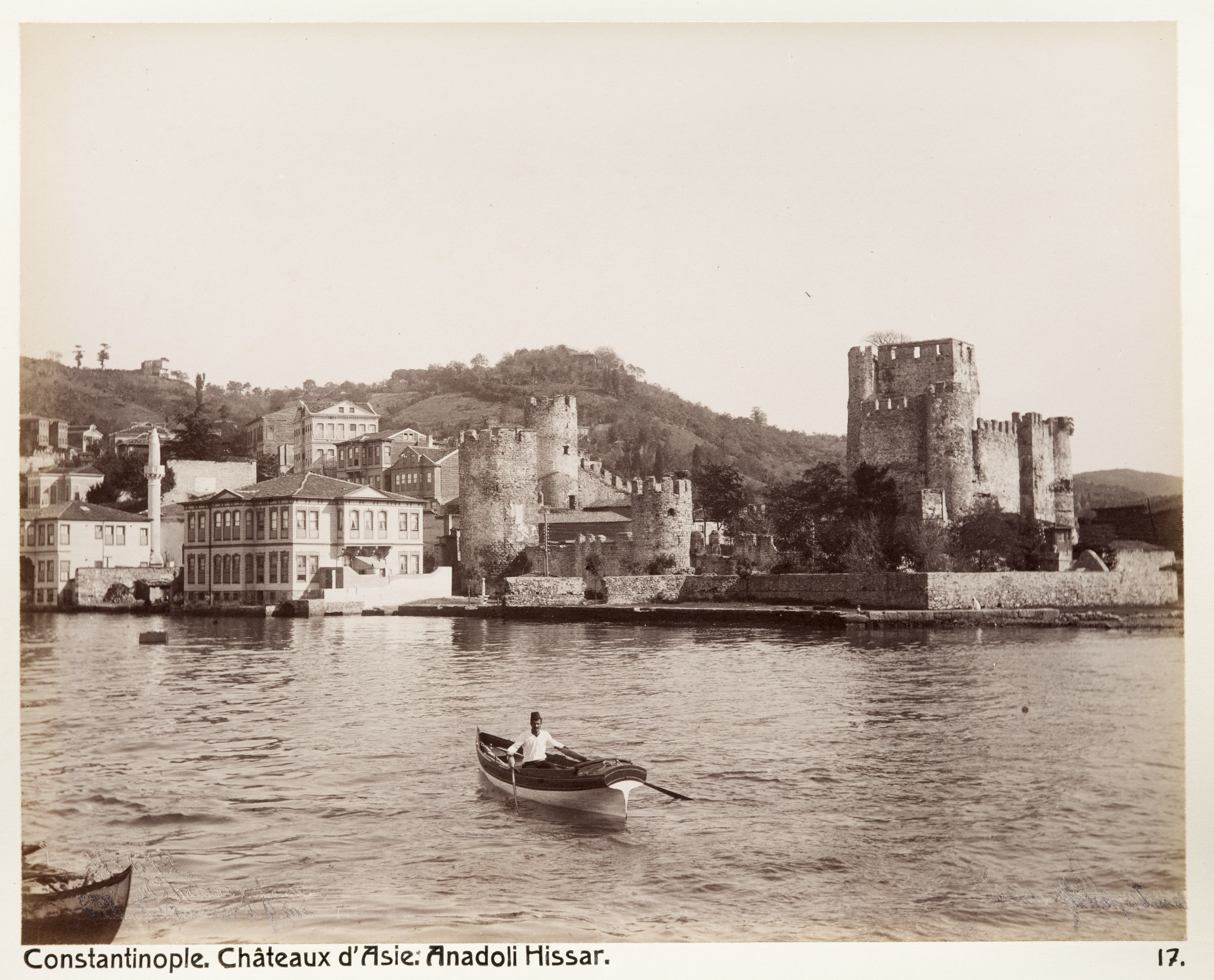
Anadoluhisarı in una cartolina datata 1901.